# Hřiměždice
Hřiměždice (deutsch Wermeritz) ist eine Gemeinde in Tschechien. Sie liegt rund 50 km südlich von Prag im Středočeský kraj und gehört zum Okres Příbram.

## Geographie
Hřiměždice befindet sich linksseitig der Moldau gegenüber der Einmündung der Brzina über dem Stausee Slapy.

## Geschichte
Hřiměždice wurde schriftlich zum ersten Mal 1325 erwähnt. Es hat 391 Einwohner und liegt auf einer Höhe von 325 Metern. Das Durchschnittsalter der Einwohner liegt bei 40,3 Jahren.

## Gemeindegliederung
Zur Gemeinde Hřiměždice gehören die Ortsteile Háje, Hřiměždice und Vestec.